# Bulbophyllum weddelii
Bulbophyllum weddelii é uma espécie de orquídea (família Orchidaceae) pertencente ao gênero Bulbophyllum. Foi descrita por John Lindley em 1861.